# George Stacy
George Stacy è un personaggio della Marvel Comics, presente nei fumetti dedicati all'Uomo Ragno.

## Carattere e aspetto fisico
George Stacy è un poliziotto di New York, nonché padre della bella Gwen Stacy, la prima fidanzata di Peter Parker/Uomo Ragno. È un uomo coraggioso e altruista. Vuole molto bene a sua figlia Gwen, e per questo è molto protettivo verso di lei. Ammira profondamente Peter e per questo gli permette di frequentare sua figlia, convincendo anche quest'ultima a non lasciarlo quando lui sarà assente (a causa dei suoi doveri di Uomo Ragno). Fisicamente è un uomo alto, magro e dai capelli bianchi. Nella versione Ultimate, dove i personaggi sono molto più giovani, è un uomo alto e muscoloso, dai capelli castani.

## Biografia
George Stacy appare fin dall'inizio nelle storie dell'Uomo Ragno. Prenderà presto in simpatia Peter. Apparirà diverse volte nel fumetto, ma il suo ruolo è quasi sempre marginale. La sua età è sconosciuta, ma si presuppone che abbia più di 60 anni. Dopo essere stato accanto a Gwen e Peter per anni, George Stacy muore per colpa del malvagio dottor Octopus. Durante uno scontro di quest'ultimo con l'Uomo Ragno, avvenuto in un palazzo in cui erano presenti molte persone (inclusa Zia May), un camino crolla e sta per schiacciare un bambino. George Stacy, con grande coraggio, si butta su di esso e gli fa da scudo, venendo schiacciato al posto suo. Esala l'ultimo respiro fra le braccia dell'Uomo Ragno, rivelando a Peter di conoscere da sempre il suo segreto.

### Il complotto del clone
Più di un decennio dopo la sua morte, lo Sciacallo riportò in vita George Stacy per convincere Gwen, anch'essa appena rianimata, a unirsi alla New U Technologies. Successivamente è morto a causa della degenerazione in massa dei nuovi cloni. Ironicamente anche quest'evento è stato causato dal Dottor Octopus.

## Attori cinematografici
- Nel film Spider-Man 3 del 2007, George Stacy è interpretato da James Cromwell. In questo film il suo ruolo è marginale, e infatti appare poche volte.
- Nel film The Amazing Spider-Man del 2012, George Stacy è interpretato da Denis Leary. In questo film è uno dei personaggi principali e muore alla fine del film, ucciso da Lizard.

## Altre apparizioni
George Stacy compare anche nella serie animata The Spectacular Spider-Man. Qui è un capitano della polizia quasi in pensione. Sua figlia Gwen frequenta il liceo, lo stesso in cui studia Peter Parker. Il personaggio nutre della fiducia nei confronti di Spider-Man e comprende il motivo perché egli porta una maschera.